# Tablica iz Kiša
Tablica iz Kiša je tablica iz apnenca, najdena v Tell al-Uhajmirju, Guvernat Babil, Irak. Na tem najdišču je bilo nekoč  sumersko mesto Kiš. Odlitek tablice je razstavljen v Ashmolovem muzeju v Oxfordu, Anglija. 
Napis na tablici iz Kiša je pisan s protoklinopisnimi znaki. Datiran je v obdobje okoli 3500 pr. n. št., se pravi v srednje uruško obdobje. Nekaj znanstvenikov je prepričanih, da je napis iz nekoliko mlajšega obdobja Uruk IV (okoli 3350–3200 pr. n. št.). V Uruku so odkrili nekaj tisoč protoklinopisnih dokumentov iz obdobij Uruk IV in Uruk III (okoli 3350–3000 pr. n. št.).
Zapis je popolnoma piktografski in predstavlja prehodno stanje med protopisavo in delno zlogovno pisavo v pravem klinopisu. Protoknjižno obdobje Egipta in Mezopotamije je trajalo od okoli 3500 do 2900 pr. n. št. Administrativna besedila iz obdobja Džemdet Nasr (3100–2900 pr. n. št.), najdena v Džemdet Nasru in Tell Uqairju, predstavljajo naslednjo stopnjo v razvoju od protoklinopisa do klinopisa. Jezika, v katerem so bila napisana, se še ne da prepoznati, skoraj zagotovo pa je sumerščina.